# Худаверди джамия
Худаверди или Хидаверди джамия (на македонска литературна норма: Худаверди, Хидаверди џамија) е мюсюлмански храм в Скопие, столицата на Република Македония. Джамията е обявена за паметник на културата на 10 декември 1963 година.
Джамията е разположена в Старата скопска чаршия, между Куршумли хан и Битпазар. Изградена е в края на XV – началото на XVI век. Пострадва силно от Скопското земетресение в 1963 година и дълги години е в развалини. Възстановена е в 1994 – 1995 година.
Зидарията на храма е много добра с прецизно редуване на камък и тухла – видимо по запазените дялове на минарето и основното пространство. Първоначално джамията е имала купол на шестстранен барабан, като преходът от квадратното пространство е ставал с пандантиви. Сводовата конструкция на трема е носена от два многоъгълни мраморни стълба с хубава пластична декорация в краищата. В средата на северния зид има импозантен портал в профилирана мраморна рамка с хубава мраморна дъга. От двете страни на портала има по един прозорец с мраморна рамка и железни решетки, а от вътрешната страна са запазени старите дървени крила с железни декоративни елементи. Минарето е запазено само до покрива на джамията. Долната му част е правоъгълна, като преходът към кръглата горна е декоративно изпълнен.